# ریو اوموری
ریو اوموری (ژاپنی: 大森 理生؛ زادهٔ ۲۱ ژوئیهٔ ۲۰۰۲) یک بازیکن فوتبال اهل ژاپن است.
از باشگاه‌هایی که در آن بازی کرده‌است می‌توان به باشگاه فوتبال توکیو اشاره کرد.